# Josef Stingl
Josef Stingl (* 7. srpna 1940 Hradecko, okres Plzeň-sever) je český anatom, chirurg a vysokoškolský pedagog. Specializuje se na morfologii a klinickou anatomii pohybové soustavy a mikrocirkulaci.

## Život
Narodil se v obci Hradecko roku 1940. Základní školu a gymnázium navštěvoval v Kraslicích (1946–1957), poté pokračoval studiem všeobecného lékařství na Lékařské fakultě Univerzity Karlovy v Plzni, na které promoval v roce 1963.

### Profesní kariéra
V období 1963–1978 pracoval jako odborný asistent na Anatomickém ústavu LF UK v Plzni. Roku 1973 obhájil kandidátskou vědeckou práci (CSc.). V roce 1978 získal atestaci I. stupně pro všeobecnou chirurgii. V letech 1978–1993 působil na Anatomickém ústavu 1. lékařské fakulty UK v Praze. V roce 1991 se habilitoval v oboru anatomie, v roce 1993 pak podstoupil jmenovací řízení v oboru anatomie na Univerzitě Karlově v Praze.
Mezi roky 1993 a 2013 byl přednostou Anatomického ústavu a od roku 2009 do roku 2013 současně přednostou Ústavu histologie a embryologie 3. lékařské fakulty Univerzity Karlovy v Praze. V letech 1997–2002 zastával post proděkana pro vědu a výzkum 3. LF UK a v období 2003–2007 funkci prorektora Univerzity Karlovy pro zahraniční styky.
Uskutečnil několik zahraničních stáží včetně působení na univerzitě v Hamburku (1967–1968) a University of South Florida v Tampě (1991–1992).
Je členem České anatomické společnosti a viceprezidentem Evropské asociace klinické anatomie.